# Christian d'Oliva
Pour les articles homonymes, voir d'Oliva.
Christian d'Oliwa ou Christian de Prusse (né en 1180 en Poméranie et mort le 4 décembre 1245 à Sulejów) est un moine cistercien, le premier évêque de Prusse et fondateur de l'Ordre de Dobrzyń.

## Biographie
Moine cistercien d'Oliwa près de Gdansk en Poméranie, Christian devient l'abbé des cisterciens à Łekno en Grande Pologne (en 1205) puis l'abbé du monastère qu'il fonda à Zantyr près de Malbork (1210). Cette installation de l'ordre cistercien fournit à l'église catholique des bases logistiques pour reprendre des actions de christianisation des peuples païens de Prusse. Malgré quelques tentatives aux alentours de l'an mil (saint Adalbert, Brunon de Querfurt) ou lors des campagnes du prince polonais Bolesław III, la Prusse était toujours une terre non christianisée et au début du XIIIe. En 1206, une bulle du pape Innocent III plaça une nouvelle campagne d'évangélisation sous l'autorité de l'archevêque de Gniezno Wincenty Niałek, en citant parmi les missionnaires Christian, moine d'Oliwa.
Après quelques succès sans doute, Christian fut ordonné évêque de en Prusse en 1215 ou 1216, avec la possibilité de recevoir la propriété des terres offertes par les néophytes. Au cours des années suivantes, une série d'autres bulles renforça les pouvoirs de l'évêque. Pour progresser, l'évangélisation dut avoir recours à la protection d'une force armée. Christian créa l'Ordre de Dobrzyń (confirmé par le pape Grégoire IX en 1228) afin de se défendre des incursions des tribus prussiennes païennes.
En 1218, le duc polonais Conrad Ier de Mazovie accorda à Christian Grudziądz et puis toute la terre de Chełmno ce qui fut également confirmé en 1223 par le pape Honorius III. Grudziądz fut le centre de l'action missionnaire de l'évêque. Mais les populations finirent par se rebeller, de crainte de perdre leur autonomie et dévastèrent la région de Chełmno à plusieurs reprises. Exposée aux assauts des païens qui se multiplièrent entre 1216 et 1226, malgré les croisades effectuées en 1222-1223, en 1226, le duc Conrad de Mazovie fit appel à l'ordre Teutonique pour se protéger des incursions prussiennes.
En 1233 Christian devient prisonnier des Prussiens en Sambie. Il ne fut libéré qu'en 1238, en échange de cinq autres otages et contre une rançon de 800 marcs, payée par le pape Grégoire IX.
Malgré les protestations de Christian en tant que l’évêque de Prusse sous l'autorité de l'archevêque de Gniezno, Guillaume de Modène, légat du pape, divisa, en 1243, la Prusse en 4 évêchés (l'évêché de Chełmno, l'évêché de Varmie, l'évêché de Sambie et l'évêché de Pomésanie) et les plaça sous l'autorité de l'archevêque de Riga. Christian s'opposa à cette division qui de facto soumettait ces territoires à l'Ordre teutonique.
Christian d'Oliwa meurt avant que le conflit ne soit réglé.
Son effigie apparaît toujours sur les armoiries de la ville de Grudziądz.